# 마이크 러브
마이클 에드워드 러브(영어: Michael Edward Love,  1941년 3월 15일 ~ )는 미국의 싱어송라이터이자 배우이며 행동주의자이다. 1961년 록 음악 밴드 "비치 보이스(Beach Boys)"의 보컬리스트로 첫 데뷔하였고 1978년 미국 영화 《Deadman's curve》의 단역으로 배우로도 데뷔하였으며 1981년 솔로 가수로 데뷔하였다.